# Plebejus jermyni
Plebejus jermyni är en fjärilsart som beskrevs av Swinhoe 1910. Plebejus jermyni ingår i släktet Plebejus och familjen juvelvingar. Inga underarter finns listade i Catalogue of Life.